# Tazria
Tazria, Thazria, Thazri'a, Sazria, o Ki Tazria’ (ebraico: תַזְרִיעַ — tradotto in italiano: “prolificherà”, 13ª parola e incipit di questa parashah) 27ª porzione settimanale della Torah (ebr. פָּרָשָׁה – parashah o anche parsha/parscià) nel ciclo annuale ebraico di letture bibliche dal Pentateuco, quarta nel Libro del Levitico. Rappresenta il passo 12:1-13:59 di Levitico, che gli ebrei leggono durante il 27º o 28º Shabbat dopo Simchat Torah, generalmente in aprile.
Il calendario ebraico lunisolare contiene fino a 55 settimane, col numero esatto che varia tra 50 settimane negli anni comuni e 54-55 negli anni bisestili. In questi ultimi (per es. il 2014 e 2016), la Parshah Tazria viene letta separatamente. Negli anni comuni invece (per es. 2012, 2013, 2015, 2017 e 2018), la Parshah Tazria è combinata con la parashah successiva, la Metzora, per ottenere il numero di letture settimanali necessarie.

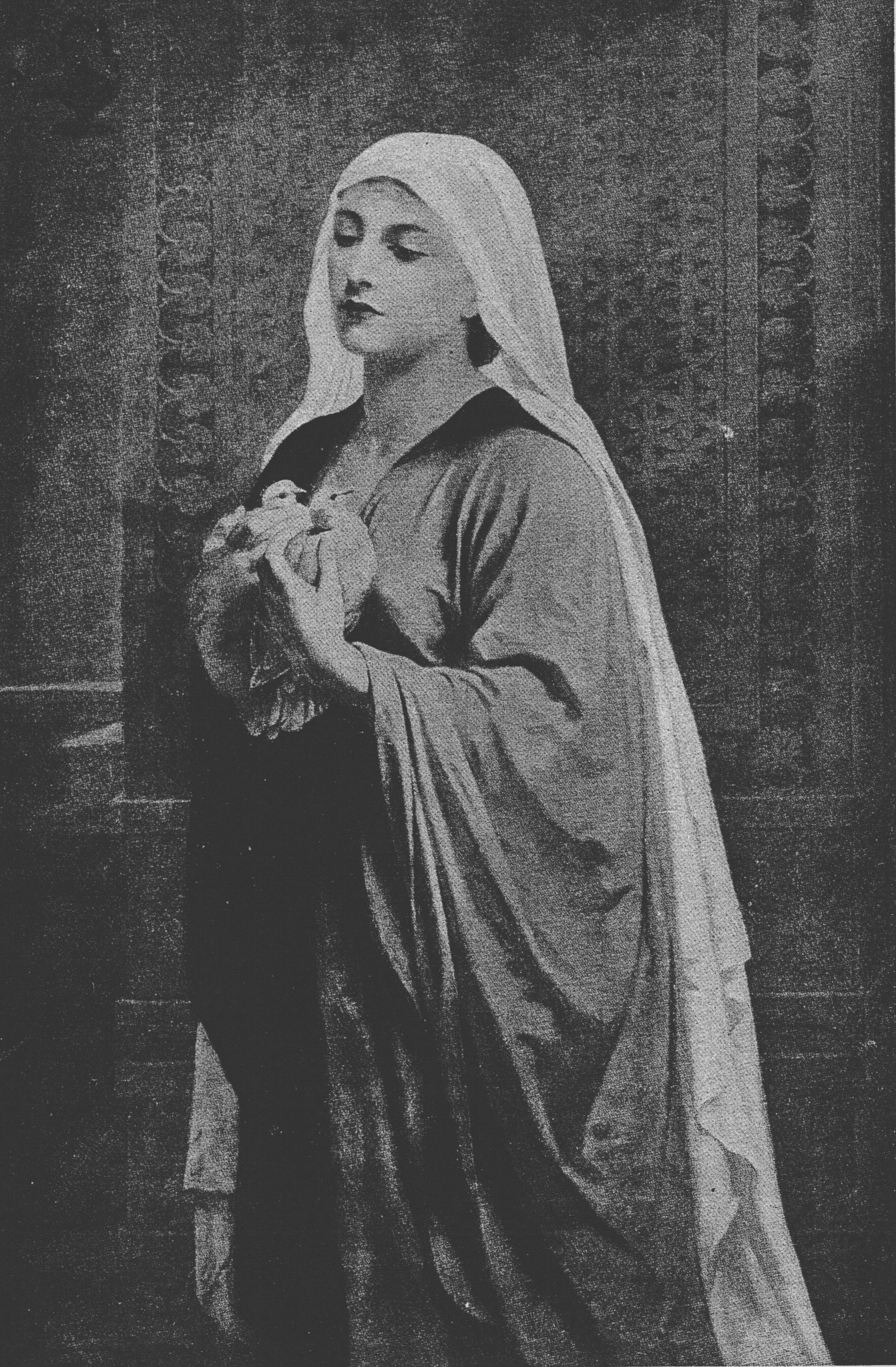
L'offerta della vedova povera (illustrazione di Frederick Goodall)

## Riassunto

### Parto
ll parashah condivide concetti con le seguenti porzioni dell' Bibbia Ebraica:
Levitico 10 associa il parto con impurità. Nella Bibbia Ebraica, l'impurità è associata a vari eventi. Alcuni versi in Levitico (1:8, 11; 21:1-4, 11) e Numeri (6:6-7 e 19:11-16) associano l'impurità con la morte. Levitico 13-14 la associa con una malattia della pelle. Levitico 15 la associa con malattie di origine sessuale. Geremia (2:7, 23; 3:2; e 7:30) ed Osea (6:10) la associano con il contatto e l'adorazione di divinità distinte da Dio.
Mentre Levitico (12:6-8) richiede ad una madre di offrire un olocausto e un sacrificio per il peccato, altri versi (Levitico 26:9, Deuteronimio 28:11, e Salmi 127:3-5) associano l'avere dei bambini con una benedizione da Dio. Inoltre, altri versi descrivono il non avere figli come una sfortuna (Genesi 15:2 e Samuele 1:5-11) o come una punizione (Levitico 20:20 e Deuteronimio 28:18).

## Interpretazione rabbinica
Di seguito riportiamo alcune interpretazioni rabbiniche dei periodi del Mishnah e del Tamud:

### Levitico capitolo 12
Il rabbino Simlai notò che così come Dio creò l'uomo dopo avere creato gli animali così le leggi relative all'impurità umana (Levitico 12) seguono quelle relative agli animali (Levitico 11).
Nel leggere Levitico 12:2 ("Quando una donna sarà rimasta incinta") il rabbino Levi ne derivò tre pensieri. Il primo è che se una persona dà ad un'altra persona un'oncia di argento in privato e questa le ritorna una libbra di oro in pubblico, allora la prima persona sarà grata a quest'ultima. Così è con Dio; gli esseri umani affidano a Dio una goccia di liquido in segreto e Dio ritorna a loro un essere umano completo e perfetto. Il secondo pensiero: è naturale che, se una persona è rinchiusa in una camera, e qualcuno viene e accende una luce per la persona, la prima persona dovrebbe sentire la gratitudine verso quest'ultima. Anche così è con Dio; quando l'embrione è nel grembo materno, Dio causa una luce per lui così lui può vedere da un estremo del mondo ad un altro. Il terzo pensiero: è naturale che, se una persona è rinchiusa in una camera, e qualcuno la libera portandola fuori, allora la prima dovrebbe sentire gratitudine a quest'ultima. Anche così quando l'embrione è nel grembo materno, Dio viene e lo libera e lo porta nel mondo.
Il rabbino Ammi insegnò in nome del rabbino Johanan che anche se il rabbino Simeone ha stabilito che un feto espulso da una donna non era immondo, il rabbino Simeone ha comunque accettato che la donna era ritualmente impura come una donna che ha partorito. Un vecchio ha spiegato al rabbino Ammi che Rabbi Johanan ha ragionato dalle parole di Levitico 12: 2; queste parole implicano che basta che una donna sia incinta.
Il Rabbino Johanan interpretò le parole "nell'ottavo giorno" (Levitico 12:3) implicano che la circoncisione deve essere fatta anche durante lo Shabbat. 
La Mishnah ha insegnato che la circoncisione non dovrebbe essere eseguita finché il sole non è sorto, ma conta come fatto se è fatto dopo l'alba.  Il Gemara ha spiegato che la ragione della regola si può trovare nelle parole di Levitico 12: 3.  Un Baraita ha interpretato il Levitico 12: 3 che l'intero giorno è valido per la circoncisione, ma ha dedotto da Genesis 22:3 (Abramo si alzo di buon mattino,...)   che gli zelanti eseguono le circoncisioni la mattina presto.

### Levitico capitolo 13
Rabbi Johanan ha detto, in nome del rabbino Joseph ben Zimra, che chiunque parli male di un'altra persona (לשון הרע, lashon hara) sarà colpito da una malattia cutanea contagiosa (צָּרַעַת, tzara'at), come si dice nel Salmo 101:5 "Chi calunnia in segreto il suo prossimo io lo farò perire".
Resh Lakish ha interpretato le parole "Questa è la legge da applicare per il lebbroso per il giorno della sua purificazione." (Levitico 14:2) significano: "Questa sarà la legge per colui che porta un nome malvagio (motzi shem ra)."  E il Gemara riferì che nella terra d'Israele si insegnava che la calunnia uccide tre persone: il calunniatore, quello che l'accetta e quello che viene calunniato.
Rabbi Haninah insegnò che la malattia della pelle veniva solo dalla calunnia. I rabbini trovarono una prova per questo dal caso di Miriam, sostenendo che perché ha pronunciato calunnie contro Mosè, le piaghe l'hanno attaccata. E i rabbini sono d'accordo quando usano Deuteronomio 24:8-9 per dire "ricordate ciò che il Signore tuo Dio ha fatto a Miriam".

## Nella liturgia
Alcuni ebrei si riferiscono alle leggi sulle oblazioni di uccelli in Levitico 12:8 e alle leggi sul ciclo mestruale quando studiano la fine del capitolo 3 di Pirkei Avot nello Shabbat tra Pesach e Rosh haShana.
Altri ebrei si riferiscono alle offerte del peccato per malattie della pelle in Levitico 13 quale parte delle letture sulle offerte dopo le benedizioni mattutine dello Shabbat.
Dopo il servizio di preghiera mattutino Shacharit, alcuni ebrei recitano le Sei Rimembranze, tra cui Deuteronomio 24:9, “Ricòrdati di quello che il Signore tuo Dio fece a Miriam durante il viaggio, quando uscivate dall'Egitto”, ricordando che Dio punì Miriam con tzara'at.

## Maqam settimanale
Nella Maqam settimanale, gli ebrei sefarditi ogni settimana basano i loro canti del servizio religioso sul contenuto della rispettiva parashah settimanale. Per la Parashah Tazria, i sefarditi usano la Maqam Saba, una maqam che esprime un'alleanza (brit). Tale maqam è appropriata per questa parashah che inizia con la discussione su cosa fare quando nasce un bambino maschio. Menziona anche la brit milah, rituale che conferma un'alleanza tra uomo e Dio.

## Haftarah
La haftarah della parshah è 2 Re 4:42-5:19.

### Shabbat Rosh Chodesh
Quando la parshah o la parshah combinata coincide con Shabbat Rosh Chodesh (come è successo nel 2009), la haftarah è Isaia 66:1-24.

### Testi
- Testo Masoretico e traduzione JPS 1917, su mechon-mamre.org.
- Parshah cantata, su Bible.ort.org.
- Parshah in ebraico, su mechon-mamre.org.

### Commentari
- Academy for Jewish Religion, California, su ajrca.org. URL consultato il 19 febbraio 2013 (archiviato dall'url originale il 17 marzo 2012).
- Academy for Jewish Religion, New York, su ajrsem.org. URL consultato il 19 febbraio 2013 (archiviato dall'url originale il 19 novembre 2010).
- Aish.com. URL consultato il 19 febbraio 2013 (archiviato dall'url originale il 17 marzo 2013).
- American Jewish University, su judaism.ajula.edu. URL consultato il 19 febbraio 2013 (archiviato dall'url originale il 27 marzo 2012).
- Anshe Emes Synagogue, Los Angeles, su anshe.org. URL consultato il 19 febbraio 2013 (archiviato dall'url originale il 1º novembre 2012).
- Bar-Ilan University, su biu.ac.il. URL consultato il 19 febbraio 2013 (archiviato dall'url originale il 26 settembre 2012).
- Chabad.org.
- eparsha.com.
- G-dcast, su g-dcast.com. URL consultato il 19 febbraio 2013 (archiviato dall'url originale il 20 marzo 2013).
- The Israel Koschitzky Virtual Beit Midrash, su vbm-torah.org. URL consultato il 19 febbraio 2013 (archiviato dall'url originale il 14 maggio 2011).
- Jewish Agency for Israel, su jewishagency.org. URL consultato il 19 febbraio 2013 (archiviato dall'url originale il 13 settembre 2012).
- Jewish Theological Seminary (XML), su jtsa.edu. URL consultato il 19 febbraio 2013 (archiviato dall'url originale l'11 marzo 2013).
- Learningtorah.org.
- MyJewishLearning.com. URL consultato il 19 febbraio 2013 (archiviato dall'url originale il 25 settembre 2008).
- Ohr Sameach, su ohr.edu.
- Orthodox Union, su ou.org.
- OzTorah — Torah from Australia, su oztorah.com.
- Oz Ve Shalom — Netivot Shalom, su netivot-shalom.org.il. URL consultato il 19 febbraio 2013 (archiviato dall'url originale il 24 giugno 2010).
- Pardes from Jerusalem, su pardes.org.il. URL consultato il 19 febbraio 2013 (archiviato dall'url originale il 29 marzo 2012).
- Rabbi Dov Linzer, su rabbidovlinzer.blogspot.com.
- RabbiShimon.com. URL consultato il 19 febbraio 2013 (archiviato dall'url originale il 16 marzo 2012).
- Rabbi Shlomo Riskin, su ohrtorahstone.org.il. URL consultato il 19 febbraio 2013 (archiviato dall'url originale il 21 agosto 2011).
- Rabbi Shmuel Herzfeld, su rabbishmuel.com. URL consultato il 19 febbraio 2013 (archiviato dall'url originale l'11 marzo 2013).
- Reconstructionist Judaism, su www4.jrf.org. URL consultato il 19 febbraio 2013 (archiviato dall'url originale il 16 febbraio 2006).
- Sephardic Institute, su judaic.org. URL consultato il 19 febbraio 2013 (archiviato dall'url originale il 7 agosto 2008).
- Shiur.com.
- 613.org Jewish Torah Audio, su 613.org. URL consultato il 19 febbraio 2013 (archiviato dall'url originale il 22 maggio 2011).
- Tanach Study Center, su tanach.org.
- Torah from Dixie, su tfdixie.com. URL consultato il 19 febbraio 2013 (archiviato dall'url originale il 5 marzo 2012).
- Torah.it, su archivio-torah.it.
- Torah.org.

- Torahvort.com.
- Union for Reform Judaism, su urj.org. URL consultato il 19 febbraio 2013 (archiviato dall'url originale il 18 giugno 2009).
- United Hebrew Congregations of the Commonwealth, su chiefrabbi.org. URL consultato il 19 febbraio 2013 (archiviato dall'url originale il 10 aprile 2012).
- United Synagogue of Conservative Judaism, su uscj.org. URL consultato il 19 febbraio 2013 (archiviato dall'url originale il 14 agosto 2012).
- What’s Bothering Rashi?, su shemayisrael.com. URL consultato il 19 febbraio 2013 (archiviato dall'url originale il 25 agosto 2021).
- Yeshiva University, su yutorah.org. URL consultato il 19 febbraio 2013 (archiviato dall'url originale il 18 dicembre 2019).